# Acido anisico
L'acido anisico, chiamato anche acido metossibenzoico è un acido carbossilico, isomero dell'acido metilsalicilico. 
Si presenta come una polvere cristallina bianca, o sotto forma di cristalli aghiformi o prismatici quasi inodori (o con lieve odore di anisolo), fusibili a 184°, molto poco solubile in acqua fredda, solubili in alcool ed in etere. Bolle a 275-280°. Esiste in tre forme, a seconda del tipo di sostituzione del complesso arenico: acido para-anisico, meta-anisico, orto-anisico. Quando si parla di acido anisico in genere ci si riferisce alla specifica forma para, cioè all'acido 4-metossibenzoico.

## Usi clinici
Il farmaco viene utilizzato per le attività antisettiche, antipiretiche ed antireumatiche. È ben tollerato.

## Dosi terapeutiche
Si usa per via interna 0,3-1,0 g più volte al giorno. Per via esterna in pomate od in soluzioni alcooliche (1-10:100).